# باشگاه فوتبال ترادفورد
باشگاه فوتبال ترادفورد (به انگلیسی: Trafford Football Club) یک باشگاه فوتبال در شهر فلیکستون، منچستر، کشور انگلستان است که در سال ۱۹۹۰ میلادی تأسیس شده‌است.